# Dembleby
Dembleby är en by i civil parish Aunsby and Dembleby, i distriktet North Kesteven, i grevskapet Lincolnshire, i England. Byn är belägen 13 km från Grantham. Dembleby var en civil parish fram till 1931 när blev den en del av Aunsby and Dembleby. Civil parish hade 52 invånare år 1921. Byn nämndes i Domedagsboken (Domesday Book) år 1086, och kallades då Delbebi/Dembelbi/Denbelbi.